# Slag bij Sabana Larga
De veldslagen van Sabana Larga en Jácuba tussen troepen van de Dominicaanse Republiek en Haïti vonden plaats op 24 januari 1856 in Dajabon en Puerto Plata in de Dominicaanse Republiek.
Na bijna 12 jaren van conflicten rond de Dominicaanse onafhankelijkheid in 1844 waren deze veldslagen de laatste en beslissende gewapende conflicten tussen de Dominicanen en Haïtianen. De Dominicaanse troepen van het Noordelijke leger onder leiding van generaal Juan Luis Franco Bido versloegen de troepen van het Haïtiaanse leger onder leiding van keizer Faustin Soulouque bij Sabana Larga, ten oosten van Quanaminthe in de provincie Dajabon. 
Een ander deel van het Haïtiaanse leger had zich verschanst bij de rivier Jácuba, ten oosten van Puerto Plata, maar werd verslagen door de generaals Pedro Florentino en Lucas Peña. Hiermee eindigden de Haïtiaanse invasies van het Dominicaanse grondgebied.